# راهنمای گردشگران به‌سوی عشق
راهنمای گردشگران به‌سوی عشق (به انگلیسی: A Tourist's Guide to Love) فیلمی محصول سال ۲۰۲۳ و به کارگردانی استیون کی. توشیدا است. در این فیلم بازیگرانی همچون ریچل لی کوک، اسکات لی، میسی پایل، بن فلدمن و اندرو بارت فلدمن ایفای نقش کرده‌اند.